# Lijst van voetbalinterlands Nepal - Sri Lanka
Deze lijst van voetbalinterlands is een overzicht van alle officiële voetbalwedstrijden tussen de nationale teams van Nepal en Sri Lanka. De landen hebben tot op heden zestien keer tegen elkaar gespeeld. De eerste ontmoeting, een kwalificatiewedstrijd voor de Azië Cup 1984, werd gespeeld in Djedda (Saoedi-Arabië) op 24 oktober 1984. De laatste confrontatie, een wedstrijd tijdens de Zuid-Azië Cup 2021, vond plaats op 4 oktober 2021 in Malé (Maldiven).

## Wedstrijden
| №  | Plaats     | Datum            | Competitie                          | Wedstrijd         | Uitslag |
| -- | ---------- | ---------------- | ----------------------------------- | ----------------- | ------- |
| 1  | Djedda     | 22 oktober 1984  | Azië Cup 1984 kwalificatie          | Sri Lanka − Nepal | 4 − 0   |
| 2  | Colombo    | 22 december 1991 | Zuid-Aziatische Spelen 1991         | Sri Lanka − Nepal | 2 − 2   |
| 3  | Lahore     | 19 juli 1993     | Zuid-Azië Cup 1993                  | Nepal − Sri Lanka | 0 − 0   |
| 4  | Colombo    | 31 maart 1995    | Zuid-Azië Cup 1995                  | Sri Lanka − Nepal | 2 − 1   |
| 5  | Chennai    | 27 december 1995 | Zuid-Aziatische Spelen 1995         | Sri Lanka − Nepal | 0 − 0   |
| 6  | Teheran    | 14 juni 1996     | Azië Cup 1996 kwalificatie          | Sri Lanka − Nepal | 3 − 1   |
| 7  | Muscat     | 21 juni 1996     | Azië Cup 1996 kwalificatie          | Nepal − Sri Lanka | 0 − 2   |
| 8  | Kathmandu  | 8 september 1997 | Zuid-Azië Cup 1997                  | Nepal − Sri Lanka | 1 − 3   |
| 9  | Margao     | 25 april 1999    | Zuid-Azië Cup 1999                  | Sri Lanka − Nepal | 2 − 3   |
| 10 | Chittagong | 6 april 2006     | AFC Challenge Cup 2006              | Sri Lanka − Nepal | 1 − 1   |
| 11 | Chittagong | 12 april 2006    | AFC Challenge Cup 2006              | Sri Lanka − Nepal | 1 − 1   |
| 12 | Haiderabad | 4 augustus 2008  | AFC Challenge Cup 2008              | Nepal − Sri Lanka | 3 − 0   |
| 13 | Kathmandu  | 11 april 2011    | AFC Challenge Cup 2012 kwalificatie | Nepal − Sri Lanka | 0 − 0   |
| 14 | Trivandrum | 23 december 2015 | Zuid-Azië Cup 2015                  | Nepal − Sri Lanka | 0 − 1   |
| 15 | Dhaka      | 13 januari 2016  | Vriendschappelijk                   | Nepal − Sri Lanka | 1 − 0   |
| 16 | Malé       | 4 oktober 2021   | Zuid-Azië Cup 2021                  | Sri Lanka − Nepal | 2 − 3   |

## Samenvatting
| Competitie                     | Totaal gespeeld | Winst Nepal | Gelijk | Winst Sri Lanka | Doelsaldo Nepal – Sri Lanka |
| ------------------------------ | --------------- | ----------- | ------ | --------------- | --------------------------- |
| Azië Cup-kwalificatie          | 3               | 0           | 0      | 3               | 1 − 9                       |
| AFC Challenge Cup              | 3               | 1           | 2      | 0               | 5 − 2                       |
| AFC Challenge Cup-kwalificatie | 1               | 0           | 1      | 0               | 0 − 0                       |
| Zuid-Azië Cup                  | 6               | 2           | 1      | 3               | 8 − 10                      |
| Zuid-Aziatische Spelen         | 2               | 0           | 2      | 0               | 2 − 2                       |
| Vriendschappelijk              | 1               | 1           | 0      | 0               | 1 − 0                       |
| Totaal                         | 16              | 4           | 6      | 6               | 17 − 23                     |

ANFA · A-internationals · Nepalees vrouwenelftal
1972 – 1989 ·
1990 – 1999 ·
2000 – 2009 ·
2010 – 2019 ·
2020 – 2029
Afghanistan ·
Algerije ·
Australië ·
Bahrein ·
Bangladesh ·
Bhutan ·
Brunei ·
Cambodja ·
China ·
Filipijnen ·
Hongkong ·
India ·
Indonesië ·
Irak ·
Iran ·
Japan ·
Jemen ·
Jordanië ·
Kazachstan ·
Kirgizië ·
Koeweit ·
Laos ·
Macau ·
Malediven ·
Maleisië ·
Mauritius ·
Myanmar ·
Noord-Korea ·
Oman ·
Oost-Timor ·
Pakistan ·
Palestina ·
Saoedi-Arabië · 
Singapore ·
Sri Lanka ·
Syrië ·
Tadzjikistan · 
Taiwan ·
Thailand · 
Turkmenistan ·
Verenigde Arabische Emiraten ·
Vietnam ·
Zuid-Korea
FSL ·
A-internationals ·
Sri Lankaans vrouwenelftal
Afghanistan ·
Bahrein ·
Bangladesh ·
Bhutan ·
Brunei ·
Cambodja ·
China ·
DDR ·
Filipijnen ·
Guam ·
Hongkong ·
India ·
Indonesië ·
Irak ·
Iran ·
Japan ·
Jemen ·
Jordanië ·
Kirgizië ·
Laos ·
Libanon ·
Macau ·
Malediven ·
Maleisië ·
Mongolië ·
Myanmar ·
Nepal ·
Noord-Korea ·
Oezbekistan ·
Oman ·
Pakistan ·
Palestina ·
Papoea-Nieuw-Guinea ·
Qatar ·
Saoedi-Arabië ·
Seychellen ·
Singapore ·
Soedan ·
Syrië ·
Tadzjikistan ·
Taiwan ·
Thailand ·
Turkmenistan ·
Verenigde Arabische Emiraten ·
Vietnam ·
Zuid-Korea